# Pic Unicorn (Californie)
Pour les articles homonymes, voir Unicorn et Pic Unicorn.
Le pic Unicorn (en anglais : Unicorn Peak) est un sommet de la Sierra Nevada, aux États-Unis. Il culmine à 3 299 mètres d'altitude dans le comté de Tuolumne, en Californie. Il est protégé par la Yosemite Wilderness, au sein du parc national de Yosemite.